# Фрісон

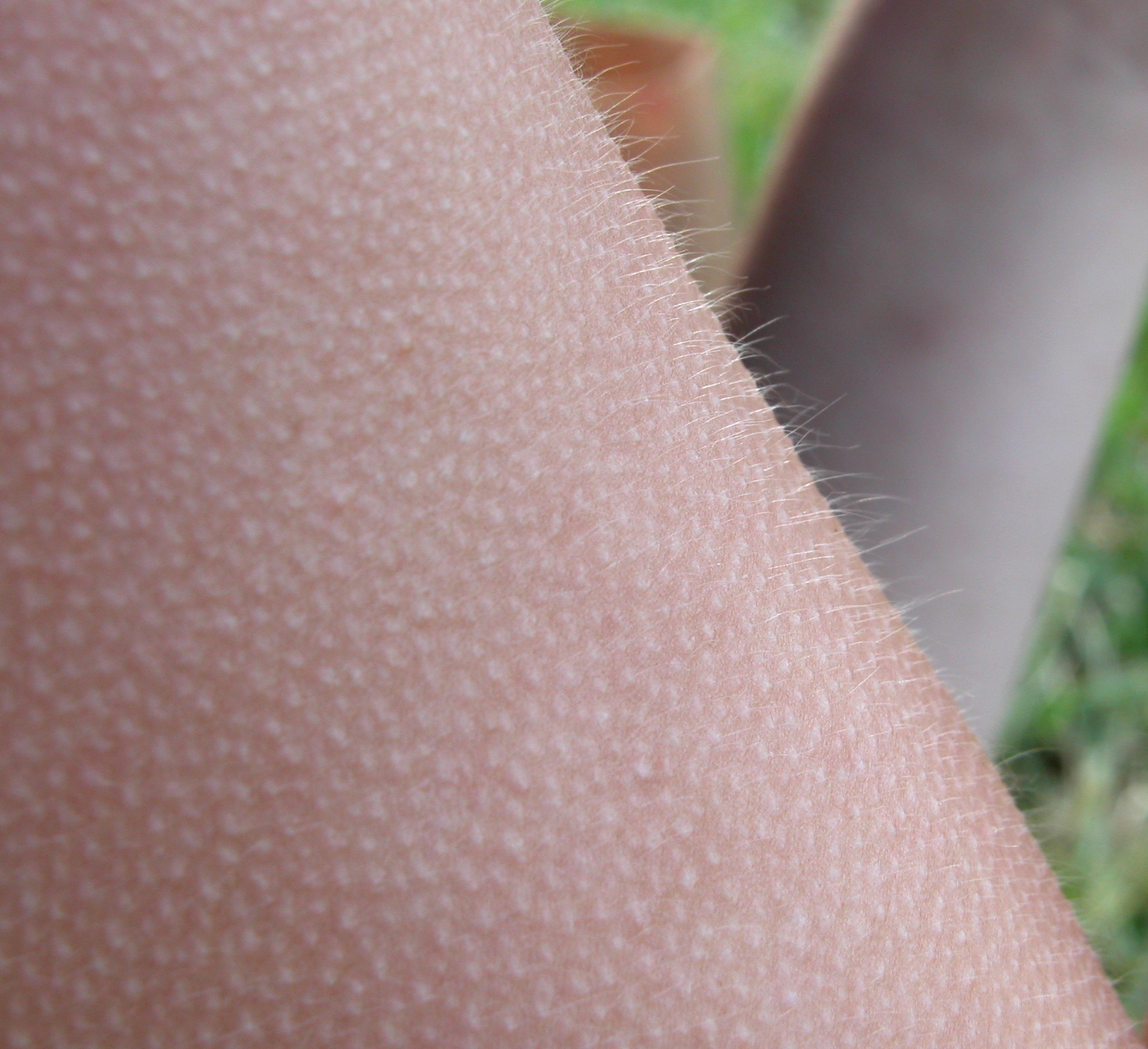
Пілоерекція (гусяча шкіра), фізична частина фрісона

Фрісон (фр. /ˈfrɪsən/ FRISS-ən — тремтіти), також відомий як естетична лихоманка, музична лихоманка — це психофізіологічна реакція на слухові та/або зорові подразники, яка часто викликає приємний або іншим чином позитивно-валентний афективний стан і минущу парестезію (поколювання шкіри або лихоманку), іноді разом з пілоерекцією («гусяча шкіра») із мідріазом (розширення зіниці). Почуття зазвичай виникає як відповідь на приємну музику з поколюванням шкіри; пілоерекція та розширення зіниць не обов'язково трапляються у всіх випадках. Психологічний компонент (приємне почуття) та фізіологічні компоненти (парастезія, пілоерекція та розширення зіниць) відповіді опосередковуються відповідно до системи винагород та нервової системи. Подразники, що викликають цю реакцію, унікальні для кожної людини.
Фрісон короткої тривалості, лише кілька секунд. Типові стимули включають гучні уривки музики та уривки — такі як аппоггіатура та раптова модуляція — які порушують певний рівень музичного сподівання. Під час фрісона відчуваються озноб або поколювання на шкірі нижньої частини спини, плечей, шиї та/або рук. Відчуття ознобу іноді сприймається як серія «хвиль», що рухаються вгору по спині дуже швидко і зазвичай називається «тремтінням хребта». Також може виникати пілоерекція волосяних фолікулів.
Відомо, що у деяких людей інтенсивність  переживання фрісону падає при введенні  налоксону (антагоніста опіоїдних рецепторів), що дозволяє припустити, що музичний фрісон породжує ендогенні опіатні пептиди, подібно до інших приємних переживань. Фрісон може бути посилений за рахунок амплітуди музики та температури навколишнього середовища. Прохолодні кімнати для прослуховування та кінотеатри можуть покращити цей досвід.

## Причини фрісона

### Порушення очікування музики
Ритмічні, гармонічні та/або мелодійні порушення явних чи неявних очікувань людини пов'язані з музичним фрісоном, як обов'язковою умовою. Показано, що голосні, дуже високі або низькі частоти або звуки що швидко змінюються (несподівані гармонії, моменти модуляції, мелодійні аппоггіатури) викликають збудження вегетативної нервової системи (ВНС). Активація ВНС має стійку сильну кореляцію з фрісоном, оскільки одне дослідження показало, що опіоїдний антагоніст може блокувати фрісона від музики.

### Емоційне зараження
Ще одне пояснення причини виникнення фрісона — це емоційне зараження, що сприймає емоційну інтенсивність та спонукає фрісон аналогічно тому, як прослухана сумна балада може викликати у слухача відчуття смутку.

## Нейронні субстрати
```
Додаткова інформація: 
система винагород
 та 
вегетативна нервова система
.
```

Експериментальні дослідження показали, що поколювання під час фрісона супроводжуються підвищеною електродермальною активністю (шкірна провідність) — яка осередковується через активацію вегетативної нервової системи — інтенсивність поколювання позитивно корелює з величиною активації симпатиків. Фрісон пов'язаний з пілоерекцією, збільшеним діаметром зіниці та фізіологічним збудженням, всі ці реакції опосердковуються активацією вегетативної нервової системи.
Нейровізуальні дослідження виявили, що інтенсивність поколювання позитивно корелює з величиною мозкової активності в конкретних регіонах системи винагород, включаючи ядра, орбітофронтальну кору, острівкову кору. Як відомо, всі ці три структури мозку містять гедонічну точку, область мозку, яка відповідає за пізнання задоволення. Оскільки ейфорія, викликана музикою, може виникати без відчуття поколювання чи пілоерекції, автори одного погляди припустили,що емоційна реакція на музику під час фрісона викликає реакцію вегетативної системи, яку людина сприймає як поколювання.